# اندیس حسین‌آباد (خاک صنعتی)
حسین آباد (خاک صنعتی) یک اندیس غیرفلزی است که در حوالی شهر کجان استان اصفهان قرار دارد و مادهٔ معدنی موجود در آن، خاک صنعتی است.  